# Le llamaban Shin-chan
Le llamaban Shin Chan (クレヨンしんちゃん 嵐を呼ぶ!夕陽のカスカベボーイズ en japonés) es la 12.ª película del manga japonés Shin-Chan. Fue estrenada el 17 de abril de 2004.

## Argumento
Shin-chan jugando con sus amigos encuentran un cine Kasukabe Odeón en donde se proyectaba un desierto, mientras todos lo veían Shin-Chan fue al servicio. Pero al regresar sus amigos no estaban pensando el que le dieron plantón, pero aquella noche Shin-Chan fue el único que pudo volver a casa. Los Nohara fueron al Kasukabe Odeón a buscarles y la película del desierto seguía proyectándose pero cuando la familia la vio intensamente acabaron dentro de la película.
Justice Love el gobernador del pueblo Justice City dominaba con mano dura a todos los que llegan a la peli infinita. Allí conocen a una joven llamada Tsubaki que esconden a los Nohara en una casa abandonada, Mike un aficionado al cine que había llegado poco antes que Shin-Chan lo rescatan de los lacayos de Justice. Varios días después todos descubren que para salir de la película había que acabarla y es derrotar al gobernador Justice, el profesor Okegawa crea unos calzoncillos de héroe que solo les valieron a Shin-Chan, Kazama, Nene, Masao y Boo-Chan. Justice Love se había percatado que la película avanzaba así que ordenó a sus tropas atacar a la gente de Kasukabe, viendo que la cosa se pone fea Tsubaki dedujo que la clave de derrotar al gobernador era ir a la zona prohibida.Shin-Chan, los Nohara, el ejército de Kasukabe incluido Tsubaki, Mike y Okegawa cogen el tren para llegar hasta esa zona, pero Justice no se lo iban a poner fácil. Kazama cae del tren quedándose en mitad del trayecto pero Shin-Chan y los otros se reúnen con él, unidos los calzoncillos los transforman en los Kasukabe Boys teniendo poderes extraordinarios. Los Kasukabe Boys atacan a los pistoleros de Justice sin dejar ni uno, Justice escapo para subirse a un robot gigante y abalanzarse sobre el tren otra vez. Pero los Kasukabe Boys al final derrotan a Justice y desvelan el secreto que se esconde en la zona prohibida que resulta ser las letras de ``FIN´´.
Con la peli acabada todos regresan al Kasukabe Odeón pero Tsubaki no estaba por ningún lado ya que Shin-Chan esperaba que estuviera, finalmente todos vuelven a casa.

## Personajes principales
Aparecen casi todos los personajes que aparecen en las demás películas de Shin-Chan,pero se pueden distinguir nuevos personajes secundarios que antes no habían aparecido en las demás películas.
En una escena en la cantina del pueblo aparece un personaje basado claramente en el actor Klaus Kinski.